# Handball-Oberliga Nord
Die Handball-Oberliga Nord (OL-Nord), vor 2024 auch Oberliga Nordsee genannt, ist eine der Staffeln der Handball-Oberliga des Deutschen Handballbundes und war bis 2024 die höchste Spielklasse des Landesverbandes Niedersachsen-Bremen (HVNB). Ab 2024 ist die Oberliga somit nach der Bundesliga, der 2. Bundesliga, der 3. Liga und der Regionalliga Niedersachsen die fünfthöchste Spielklasse in Niedersachsen bzw. Bremen.

## Tabelle und Spielplan
| Platz | Nächste Saison |
| ----- | -------------- |
| 1     | Regionalliga   |
| 2     | Oberliga       |
| 3     | Oberliga       |
| 4     | Oberliga       |
| 5     | Oberliga       |
| 6     | Oberliga       |
| 7     | Oberliga       |
| 8     | Oberliga       |
| 9     | Oberliga       |
| 10    | Oberliga       |
| 11    | Oberliga       |
| 12    | Oberliga       |
| 13    | Verbandsliga   |
| 14    | Verbandsliga   |

|  | Aufstieg                  |
|  | potenzieller Auf/ -Absieg |
|  | Abstieg                   |

## Meisterschaften der Oberliga Nord
| Saison  | Männer                       | Frauen                              |
| ------- | ---------------------------- | ----------------------------------- |
| 2013/14 | SG Achim/Baden               | SFN Vechta                          |
| 2014/15 | ATSV Habenhausen             | HSG Hude/Falkenburg                 |
| 2015/16 | SV Beckdorf                  | SFN Vechta                          |
| 2016/17 | ATSV Habenhausen             | VfL Stade                           |
| 2017/18 | SG VTB/Altjührden            | BV Garrel                           |
| 2018/19 | OHV Aurich                   | SFN Vechta                          |
| 2019/20 | ATSV Habenhausen             | BV Garrel                           |
| 2020/21 | HSG Schwanewede/Neuenkirchen |                                     |
| 2021/22 | HSG Nienburg                 | VfL Stade                           |
| 2022/23 | VfL Fredenbeck               | TV Oyten                            |
| 2023/24 | ATSV Habenhausen             | VfL Stade                           |
| 2024/25 | SG Achim/Baden               | SG SV Friedrichsfehn/TuS Petersfehn |

## Mannschaften Saison 2023/24
| Männer | Frauen |
| --- | --- |

Bereich der Handball-Oberliga Nordsee – (gelb)

| - SV Beckdorf - SG Achim/Baden - HC Bremen - HSG Delmenhorst - OHV Aurich 2 - TuS Haren - TvdH Oldenburg - TuS Rotenburg - TV Oyten - SG VTB/Altjührden - TV Cloppenburg - HSG Heidmark - TV Schiffdorf - ATSV Habenhausen | - VfL Stade - TuS Jahn Hollenstedt - HSG Hude/Falkenburg - HV Lüneburg - HSG Heidmark - SG SV Friedrichsfehn/TuS Petersfehn - Wilhelmshavener HV - SV Werder Bremen 2 - SV Höltinghausen - TV Oyten 2 - TuS Komet Arsten - TV Neerstedt - MTV Tostedt - ATSV Habenhausen |